# Trevor White (Schauspieler)
Trevor White (* 26. Oktober 1970 in Vancouver, British Columbia) ist ein kanadisch-britischer Schauspieler und Synchronsprecher.

## Leben
White wurde am 26. Oktober 1970 in Vancouver geboren. Neben Englisch spricht er Französisch und Spanisch. 1992 erwarb er seinen Bachelor of Arts in Schauspiel an der Queen’s University. Er ist mit der britischen Schauspielerin Eleanor Matsuura verheiratet, mit der er eine Tochter (* 2017) hat und in London lebt.
1996 gab er sein Filmschauspieldebüt im Fernsehfilm Entführt – Dein Kind gehört mir. 2000 erhielt er unter anderem Filmbesetzungen in Grasgeflüster und Epicenter. 2009 stellte er im Film Die Echelon-Verschwörung die Rolle des Paul Spencer dar. 2011 wirkte er im Katastrophenfernsehfilm Die Vulkan-Apokalypse in der Rolle des Simon mit. Seit 2025 spielt er in der Fernsehserie The Crow Girl die Rolle des Carl Lowry.
Als Synchronsprecher war er in Animationsserien wie Chuggington – Die Loks sind los! oder Chuggington: Badge Quest und Computerspielen zu hören.

## Filmografie (Auswahl)
- 1996: Entführt – Dein Kind gehört mir (A Kidnapping in the Family, Fernsehfilm)
- 1998: Chaos auf vier Pfoten (In the Doghouse, Fernsehfilm)
- 1998: The Vigil
- 2000: Grasgeflüster (Saving Grace)
- 2000: Epicenter
- 2002: Hellraiser: Hellseeker
- 2002: James Bond 007 – Stirb an einem anderen Tag (Die Another Day)
- 2006: 9/11 – Die letzten Minuten im World Trade Center (9/11: The Twin Towers, Dokudrama)
- 2009: Die Echelon-Verschwörung (Echelon Conspiracy)
- 2011: Die Vulkan-Apokalypse (Super Eruption, Fernsehfilm)
- 2011: Downton Abbey (Fernsehserie, Episode 2x06)
- 2012: Episodes (Fernsehserie, 7 Episoden)
- 2012: Best Possible Taste: The Kenny Everett Story (Fernsehfilm)
- 2013: World War Z
- 2013: Burton und Taylor (Burton and Taylor, Fernsehfilm)
- 2017: American Assassin
- 2020–2024: Industry (Fernsehserie, 9 Episoden)
- seit 2025: The Crow Girl (Fernsehserie)

## Synchronisationen (Auswahl)
- 2008–2009: Chuggington – Die Loks sind los! (Chuggington, Animationsfernsehserie, 40 Episoden)
- 2009: Killzone 2 (Computerspiel)
- 2010: Battlefield: Bad Company 2: Vietnam (Computerspiel)
- 2011: Chuggington: Badge Quest (Animationsfernsehserie, Episode 2x02)
- 2011: Operation Flashpoint: Red River (Computerspiel)
- 2011: Holy Night! (Animationsfilm)
- 2012: 007 Legends (Computerspiel)
- 2012: Forza Horizon (Computerspiel)
- 2012: Assassin’s Creed III (Computerspiel)
- 2013: Company of Heroes 2 (Computerspiel)
- 2015: Star Wars: Battlefront (Computerspiel)
- 2023–2024: Jagdfieber: Jetzt wird’s wild! (Open Season: Call of Nature, Zeichentrickserie, 25 Episoden)